# 理财周刊
理财周刊 是中华人民共和国一本財經杂志 ，于2001年3月18日創刊 ，总部位于上海市。 它也是中国大陆第一本面向投资者的理财杂志。 該雜誌由上海世纪出版集团联合主办， 理财周刊每周一在上海出版，並在全国发行。 